# 河套酒
河套酒是内蒙古巴彦淖尔出产的一系列白酒，为中国驰名商标 和中华老字号。 河套酒源于1952年所建杭锦后旗制酒厂，其产品为清香型白酒，后又增加了浓香型白酒，虽曾广受欢迎，但因1990年代中国清香型和浓香型白酒市场先后崩盘，数次改制后仍无起色，直至2004年再次改为民企后，才恢复大批量生产，产品除白酒外，还有奶酒。2020年上半年业绩因甜蜜素风波被腰斩，公司随后被四川发展投资有限公司并购。